# Otto Friedrich von Richter

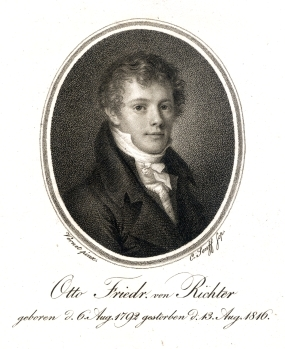
Otto Friedrich von Richter

Otto Friedrich von Richter (* 6. August 1791 in Neu-Kusthof (estnisch: Vastse-Kuuste) bei Dorpat, Livland; † 13. August 1816 in Smyrna, Osmanisches Reich) war ein Philologe und Forschungsreisender.

## Leben
Otto Friedrich war Angehöriger des baltischen Adelsgeschlechts von Richter. Sein Vater war der livländische Landespolitiker Otto Magnus von Richter (1755–1826).
Richter studierte klassische Philologie und orientalische Sprachen in Heidelberg, Wien und Konstantinopel. In Heidelberg wurde er 1809 Mitglied des Corps Curonia. 1815 bereiste er mit Sven Frederik Lidman (1784–1845) Ägypten und Nubien, 1816 Konstantinopel und Kleinasien. Auf dieser letzten Reise erlag er einer Infektionskrankheit.
Sein Bruder war der livländische Landmarschall Eduard von Richter.